# Głogówko (Kotla)
Głogówko (deutsch: Glogischdorf) ist ein Ort in der Landgemeinde Kotla im Powiat Głogowski der Woiwodschaft Niederschlesien in Polen.

## Geographie
Głogówko liegt etwa zwölf Kilometer nördlich von Głogów (Glogau). Umliegende Orte sind Kulów (Höckricht) im Norden, Leśna Dolina (Stadtforst) im Osten, Krzekotówek (Klein Vorwerk) im Süden, Moszowice (Moßwitz) im Südwesten, Kotla (Kuttlau) im Westen und Zakrzów (Sakrau) im Nordwesten.
Von Głogówko aus führt eine Straße zu der knapp zwei Kilometer westlich des Ortes verlaufenden Droga wojewódzka 319. Es liegt an der Bahnstrecke Łódź–Forst (Lausitz).

## Geschichte
Nach dem Ersten Schlesischen Krieg im Jahr 1742 kam Glogischdorf an Preußen. 1816 wurde es dem Landkreis Glogau eingegliedert, mit dem es bis 1945 verbunden blieb.
Als Folge des Zweiten Weltkriegs fiel Glogischdorf zusammen mit dem größten Teil Schlesiens an Polen und wurde in Głogówko umbenannt. Von 1975 bis 1998 gehörte es zur Woiwodschaft Legnica, nach deren Auflösung in Folge einer Gebietsreform kam der Ort zur Woiwodschaft Niederschlesien. Seit 1999 gehört es zum Powiat Głogowski.